# Mariah Carey

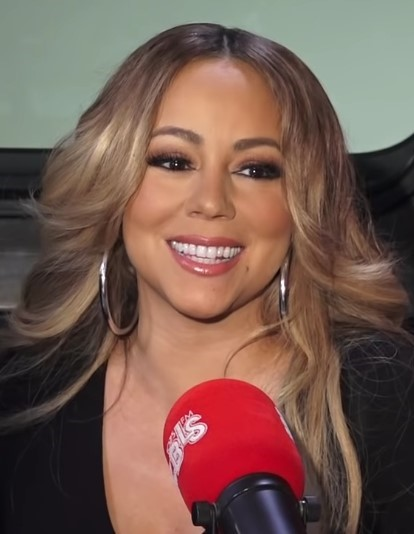
Mariah Carey (2018)

Mariah Carey (* 27. März 1969 in Huntington, Long Island, New York) ist eine US-amerikanische Pop-, Hip-Hop- und R&B-Sängerin, Songschreiberin , Produzentin und Schauspielerin. Mit 19 Nummer-eins-Hits in den USA, fünf Grammys und mehr als 220 Millionen verkauften Tonträgern zählt sie zu den erfolgreichsten Sängerinnen der Gegenwart.
Bei den World Music Awards im Jahr 2000 wurde Mariah Carey als Künstlerin mit den meisten Verkäufen in den 1990er Jahren mit dem „Millennium Award“ ausgezeichnet. Carey wurde 2003 bei den World Music Awards mit dem Chopard Diamond Award für über 100 Millionen verkaufte Alben ausgezeichnet. Laut der Recording Industry Association of America ist Mariah Carey mit ca. 75 Millionen verkauften Alben die erfolgreichste Künstlerin in den USA.
Das U.S. Nielsen SoundScan erklärte Mariah Carey zur erfolgreichsten Künstlerin in den USA seit Beginn der SoundScan Era 1991.
Mit einem geschätzten Vermögen von 520 Millionen US-Dollar gehört sie zu den reichsten Musikern der Welt.

## Leben

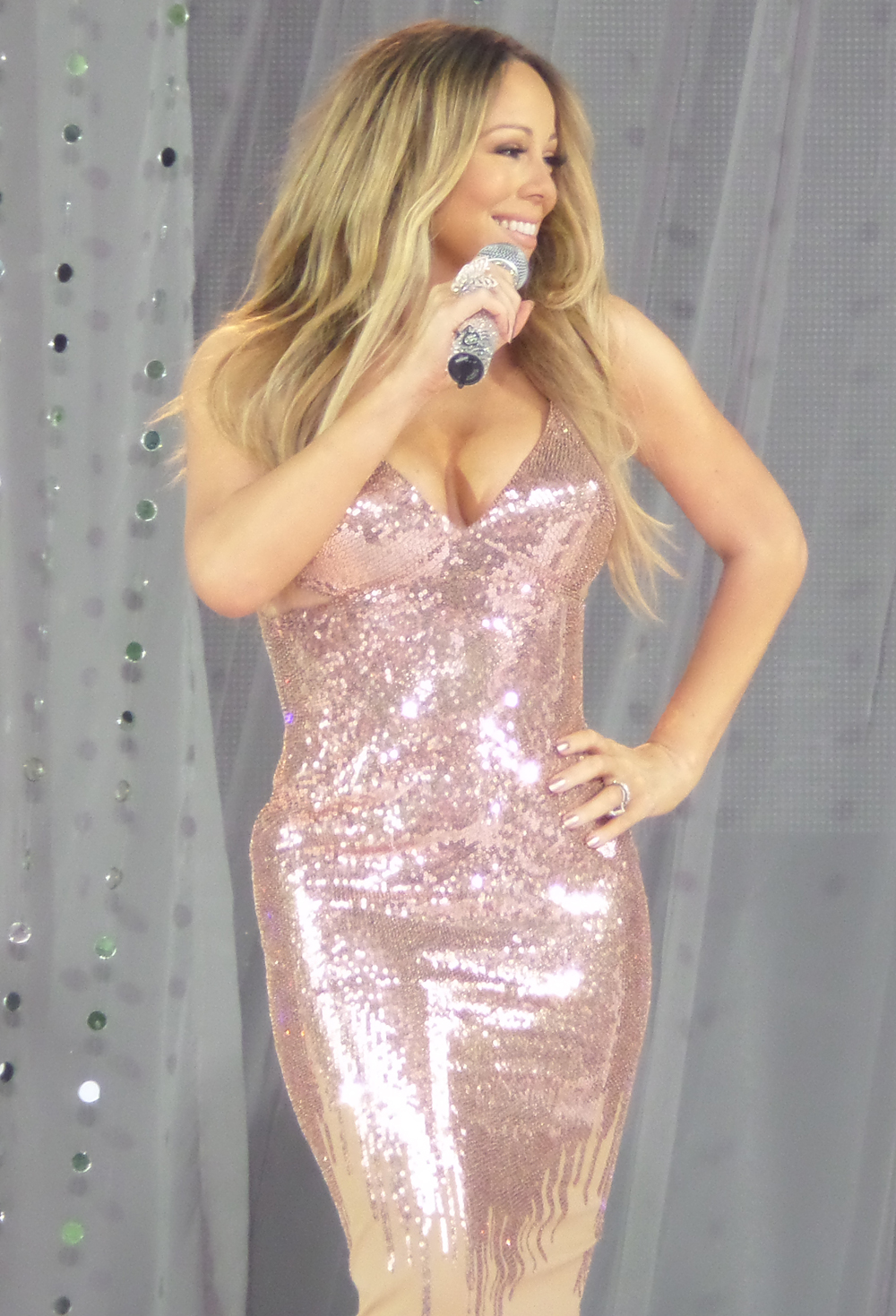
Carey im Juli 2013

### Kindheit und Jugend
Mariah Carey wurde am 27. März 1969 auf Long Island im Bundesstaat New York als drittes Kind des afro-venezolanischen Technikers Alfred Roy Carey und der irischen Opernsängerin und Gesangslehrerin Patricia Hickey geboren. Über das genaue Geburtsjahr gibt es widersprüchliche Angaben.
Patricia Hickey und Alfred Roy Carey lernten sich 1960 kennen und heirateten noch im gleichen Jahr. Carey wurde nach dem Titel des Liedes They Call the Wind Mariah, das 1951 in dem Broadway-Musical Paint Your Wagon (dt. Titel: Westwärts zieht der Wind) erstmals zu hören war, benannt. Die multikulturelle Familie wechselte im Laufe der Jahre mehrfach ihren Wohnort.
1973 ließen sich die Eltern scheiden; während Careys neun Jahre ältere Schwester Alison bei ihrem Vater blieb, wuchsen sie und ihr Bruder Morgan bei der Mutter auf. Im Alter von vier Jahren begann Carey damit, Lieder, die sie im Radio hörte, nachzusingen. Während der Grundschule brachte Carey in ihren Lieblingsfächern Literatur, Kunst und Musik gute Leistungen. Nach einigen Jahren finanzieller Schwierigkeiten verdiente ihre Mutter genug Geld, um in eine bessere Gegend in New York zu ziehen. Mariah Carey begann Lieder zu schreiben. Sie besuchte die Harborfields High School in Greenlawn, New York, als Singer-Songwriter. Careys Gesangsfertigkeiten verbesserten sich ständig durch Gesangsstunden und -training mit ihrer Mutter, dadurch konnte sie schon früh ihr Pfeifregister beherrschen. Ihre Mutter öffnete Carey auch die Welt der klassischen Oper. Sie setzte Carey nie unter Druck, Opernsängerin zu werden. Carey erinnert sich, dass sie ihre Arbeiten als Singer-Songwriterin für sich behielt, und sagt über ihre Mutter: „Sie sagte nie ‚Du musst ähnlich singen wie eine Opernsängerin‘. Ich habe die Oper wie verrückt respektiert, aber es hat mich nicht beeinflusst.“
Zu ihrer Familie und Kindheit sagte Mariah Carey:

„Gut, was hat dies zu bedeuten? Bin ich ein schlechter Mensch? Es kommt nicht so häufig vor, dass man in einer multikulturellen Familie aufwächst. Aber ich bin mit meinen kulturellen Kombinationen zufrieden. Es war schwierig für mich, ständig umzuziehen und die Trennung meiner Eltern mitzuerleben. In der Nachbarschaft unterschied ich mich ethnisch von den anderen Kindern. Das stellte für mich ein Problem dar, jeder wollte mit den ‚weißen Mädchen‘ spielen und nicht mit mir.“

Nach dem Ende der Schulzeit 1986 versuchte sich Mariah Carey als Backgroundsängerin und begann eine Beziehung mit Gavin Christopher, der sich auch sehr für Musik interessierte. Beide gründeten ein Songwriter-Duo und suchten noch einen Keyboarder: „Wir riefen jemanden an, aber er konnte nicht kommen. Durch Zufall stießen wir auf Ben Margulies. Ben kam ins Studio und er konnte wirklich nicht gut Keyboard spielen – er war viel mehr ein Schlagzeuger – aber seitdem blieben wir in Kontakt und Ben stellte sich als guter Songwriter heraus.“ Nach ihrem ersten Lied Here We Go Round Again schrieben sie weitere Lieder für eine Demoaufnahme. Careys Mutter heiratete ein weiteres Mal, weshalb Mariah das Elternhaus verließ und in eine Einzimmerwohnung in Manhattan zog, die sie auch als Studio nutzte. Später wohnte sie mit vier weiteren Mädchen in einer Wohngemeinschaft. Während dieser Zeit jobbte Carey in New York City als Kellnerin und Garderobiere. Nebenher versuchte sie unablässig, als Sängerin Fuß zu fassen. Nachdem sie eine Demoaufnahme mit vier Liedern fertiggestellt hatte, sandte sie diese an verschiedene Plattenfirmen. Carey erhielt ein Engagement bei Brenda K. Starr, die in den 1980ern und frühen 1990ern Latino-Pop machte. Auf einer Party der Plattenfirma spielte Starr dem Columbia-Manager Thomas Mottola ein Demoband zu, der Carey 1988 dann unter Vertrag nahm.

### 1988–1992: Karrierebeginn und Erfolge mitMariah CareyundEmotions

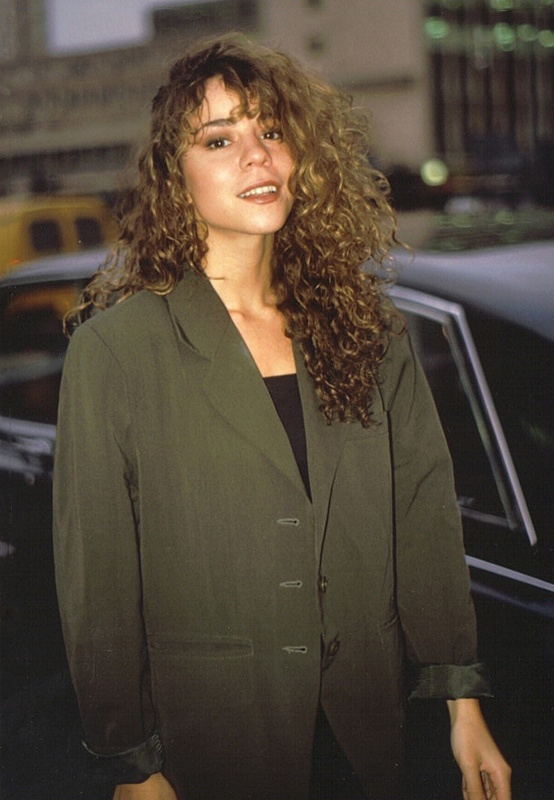
Carey 1990 im Shepherd’s Bush Theatre, nachdem sie dort ihre Single Vision of Love in der The Wogan Show vorgestellt hatte.

Careys Freundschaft mit Starr half ihr auch, eine Plattenfirma zu finden, die sie unter Vertrag nahm. Carey wollte unbedingt mit Margulies weiterarbeiten, aber Mottola stellte Carey die Produzenten Ric Wake, Narada Michael Walden und Rhett Lawrence vor. Mottola wollte Carey als die weibliche Hauptkünstlerin der Plattenfirma vermarkten, wie Whitney Houston und Madonna, welche die weiblichen Stars bei Arista und Sire Records sind. Nach der Vollendung ihres gleichnamigen Debütalbums Mariah Carey gab Columbia über eine Million US-Dollar aus, um das Album zu promoten. Es kam im Juni 1990 in die Plattenläden.
Im März 1991 schaffte es ihr Debütalbum an die Spitze der amerikanischen Albencharts Billboard 200. Begünstigt wurde dieser Erfolg noch durch Careys Auftritt bei den Grammy Awards 1991. Mariah Carey stand elf Wochen in Folge an der Spitze der Billboard Charts. Bei der Grammyverleihung 1991 gewann Mariah direkt zwei Grammys in den Kategorien Best New Artist und Best Female Pop Vocal Performance für ihre Debütsingle Vision of Love. Vier der fünf aus dem Album veröffentlichten Singles erreichten in den offiziellen amerikanischen Singlecharts Billboard Hot 100 Platz 1 (Vision of Love, Love Takes Time, Someday und I Don’t Wanna Cry), damit ist Carey die erste weibliche Künstlerin und die zweite nach den Jackson 5, deren erste vier Singles Nummer-eins-Hits wurden. Die erste Single Vision of Love stand im Sommer 1990 vier Wochen an der Spitze der Charts.
Die zweite Single Love Takes Time konnte an den Erfolg ihrer Debütsingle anknüpfen und wurde in den Vereinigten Staaten ihr zweiter Nummer-eins-Hit. Die Single hielt sich vom 10. November bis zum 24. November 1990 drei Wochen auf Platz 1. Für das Lied gewann Carey zwei BMI-Awards in den Kategorien R&B-Award für das Lied des Jahres und den Songwriter Award.
Im Dezember 1990 wurde Someday als dritte Single veröffentlicht. Sie stand im März 1991 für zwei Wochen auf Platz 1 der US-Charts, wofür Carey einen weiteren BMI-Award erhielt.
Die im März 1991 erschienene Single I Don’t Wanna Cry wurde Careys vierter Nummer-eins-Hit nacheinander; sie hielt in den USA zwei Wochen lang Platz 1, wofür sie den vierten BMI Award in Folge bekam. Die fünfte Single There’s Got to Be a Way wurde nur außerhalb der Vereinigten Staaten veröffentlicht.
Mariah Carey wurde in den Vereinigten Staaten das erfolgreichste und meistverkaufte Album des Jahres 1991, wo es sich in nur einem Jahr über 15 Millionen Mal verkauft hat.
Nur wenige Monate nach der Veröffentlichung des Debütalbums begann die Sängerin schon mit den Arbeiten an ihrem zweiten Werk mit dem Titel Emotions. Das Album ist laut Carey eine Hommage an die Motown Soulmusik; sie wollte dem Genre Tribut zollen, das sie als Kind so stark beeinflusst hatte. Für das Projekt arbeitete sie mit Walter Afanasieff, Robert Clivillés und David Cole von der Dance-Gruppe C+C Music Factory zusammen. Carey beendete ihre Zusammenarbeit mit ihrem Freund Margulies.
Am 17. September 1991 erschien weltweit das zweite Studioalbum Emotions. Von Kritikern wurde das Album noch positiver bewertet als ihr Debüt. Weltweit verkaufte sich das Album über 8 Millionen Mal, trotzdem konnte es kommerziell nicht an den enormen Erfolg und an die Verkaufszahlen des Vorgängers anknüpfen. Der Titelsong ihres zweiten Albums Emotions wurde im Oktober 1991 ihre fünfte Nummer eins in den US-Billboard-Charts nacheinander. Damit gelang ihr als bisher einziger das Kunststück, dass alle ersten fünf Singles in den amerikanischen Billboard Hot 100 Nummer-eins-Hits wurden (sie brach damit den Rekord der Jackson 5). Außerhalb der Vereinigten Staaten wurde das Lied Careys erfolgreichste Single seit ihrem Debüt mit Vision of Love. Es erreichte die Top 5 in Kanada und Neuseeland und die britischen Top 20. In Australien verfehlte das Lied knapp die Top Ten. Im restlichen Europa war das Lied ein mäßiger Charterfolg. Bei den Grammy Awards 1992 wurde Emotions in der Kategorie Best Female Pop Vocal Performance nominiert, verlor aber gegen Something to Talk About von Bonnie Raitt. Das Lied gewann einen BMI R&B Award, damit setzte Carey ihre Serie fort, zuvor hatte jede ihrer Singles ebenfalls den BMI Award gewonnen. Die zweite Single Can’t Let Go beendete Mariahs Serie von Nummer-eins-Hits, da es in den USA nur Platz zwei erreichte, wurde aber wieder mit einem BMI Award ausgezeichnet. Das im Februar 1992 veröffentlichte Lied Make It Happen erreichte als dritte und letzte Single des Albums schließlich Platz 5 der Billboard Charts und wurde Careys Single mit dem bis dahin geringsten Erfolg.
Nach der Veröffentlichung ihres zweiten Albums verlangten Kritiker von Carey eine Welttournee, um ihr Material live zu promoten. Obwohl sie erklärte, dass für sie, wegen ihres Lampenfiebers und der allgemein anstrengenden Art ihrer Lieder, der Vorschlag einer Tour sehr einschüchternd geklungen habe, kam bei den Kritikern die Vermutung auf, dass Carey ein „Studio-Wurm“ sei und nicht in der Lage sei, ihre 5-Oktaven-Stimme, für die sie bekannt war, unter Beweis zu stellen. Um den Kritikern das Gegenteil zu beweisen, buchten Carey und Walter Afanasieff einen Auftritt bei MTV Unplugged, ein TV-Programm des Senders MTV. Carey sang von jedem ihrer Lieder eine Unplugged-Version. Einige Tage vor der Aufzeichnung dachten Carey und Afanasieff an eine Coverversion eines älteren Liedes, um dem Publikum etwas Überraschendes zu bieten. Sie wählten dafür den Jackson-5-Song I’ll Be There aus dem Jahr 1970 aus.
Am 16. März 1992 wurde das Konzert mit Carey in den Kaufman Astoria Studios in Queens, New York, aufgezeichnet. Es wurde teils kritisiert, dass Careys Unplugged-Auftritt mehrmals täglich bei MTV wiederholt wurde, denn normalerweise wurde so eine Sendung damals nur einmal live ausgestrahlt. Durch den Erfolg der Veranstaltung ermutigt, veröffentlichte Sony im Juni 1992 eine EP und die Videoaufzeichnung davon, zu reduzierten Preisen. Die EP wurde ein großer Erfolg und widerlegte die Gerüchte, dass Carey nur eine Studiosängerin sei. In den Vereinigten Staaten wurde die EP viermal mit einer Platin-Schallplatte ausgezeichnet und erreichte auch in vielen europäischen Märkten Gold- und Platinstatus. Das Unplugged-Album wurde das zweiterfolgreichste MTV-Unplugged-Album der Geschichte, und die Auskopplung I’ll Be There, im Original von Jackson 5, wurde als Careys sechster Nummer-eins-Hit erfolgreicher als die ursprüngliche Version. Als zweite Single wurde aus dem Album If It’s Over veröffentlicht, das sich jedoch nur in den niederländischen Charts platzieren konnte. Carey sang das Lied unter anderem bei den Grammy Awards 1992.

### 1993–1996: Heirat,Music BoxundDaydream
Im Frühjahr 1993 begann Carey mit den Arbeiten an ihrem dritten Studioalbum Music Box. Emotions hatte nicht an den kommerziellen Erfolg des Debütalbums anknüpfen können. Deshalb kamen Carey und Columbia zu dem Entschluss, dass das nächste Album stärker vom Pop beeinflusst sein sollte. In dieser Zeit arbeitete sie häufig mit Afanasieff zusammen, mit dem sie die meisten Lieder von Music Box geschrieben und produziert hat. Carey und Mottola begannen während der Aufnahmen für das Album eine Beziehung. Sie heirateten am 5. Juni 1993, Gäste bei der Zeremonie waren unter anderem Stars wie Barbra Streisand, Billy Joel, Gloria Estefan und Ozzy Osbourne.
Music Box wurde am 31. August weltweit veröffentlicht und setzte sich gleich an die Spitze der amerikanischen Billboard 200, wurde jedoch unterschiedlich aufgenommen. Einige lobten den Popsound des Albums, andere kritisierten, dass Careys Gesangsqualitäten nicht genug zur Geltung kämen. Die erste Single Dreamlover wurde im September 1993 in den USA ihr siebter Nummer-eins-Hit und hielt sich acht Wochen auf Platz eins. Damit wurde es eines der erfolgreichsten Lieder sowie der (nach Wochen) größte Nummer-eins-Hit des Jahres 1993 und bis zu diesem Zeitpunkt ihrer gesamten Karriere. Außerdem wurde Dreamlover in den USA mit einer Platin-Schallplatte geehrt. Die zweite Single Hero wurde eines von Careys populärsten und inspirierendsten Liedern und zu Weihnachten 1993 der nächste Nummer-eins-Hit in den USA (ihr achter). Mit Hero stieg auch Careys Popularität in Europa, wo die Single ebenfalls die Charts eroberte. Mit der Veröffentlichung der dritten Single setzte Carey erneut einen Meilenstein. Ihre Coverversion von Badfingers Without You wurde ihr erster Nummer-eins-Hit in Österreich, Deutschland, den Niederlanden, Irland, Schweden, der Schweiz und in Großbritannien. In den Vereinigten Staaten erreichte das Lied nur Platz 3. Durch seinen Erfolg konnte sich auch das Album Music Box an den Spitzen der Charts platzieren.
Das Album wurde mit über 32 Millionen verkauften Einheiten eines der bisher erfolgreichsten und meistverkauften Alben. Carey, die für ihre beiden ersten Alben nicht auf Tournee gegangen war, startete in den USA ihre Music Box Tour, die sechs Konzerte in Nordamerika umfasste. Die kurze, aber erfolgreiche Tournee war für sie ein großer Schritt, da sie mit den Auftritten Bühnenerfahrung sammeln konnte.
Nach den Erfolgen von Music Box zog sich Carey aus der Öffentlichkeit zurück und begann im Sommer 1994 ein neues Projekt. Es wurde geheim gehalten, bis das Billboard-Magazin in seiner Oktober-Ausgabe bekanntgab, dass Carey Ende des Jahres ein Weihnachtsalbum veröffentlichen würde. Im Sommer 1994 nahm sie ein Duett mit Luther Vandross auf: Endless Love, ein Titel von Lionel Richie und Diana Ross, der bereits 1981 ein Nummer-eins-Hit in den USA war. Das Lied wurde noch im August 1994 veröffentlicht und in den USA mit Platz 2 wiederum ein großer Erfolg. Zu diesem Zeitpunkt war sich Columbia sicher, dass Carey sich als Pop-Sängerin etabliert hatte; sie wollten Carey nun zu einer Entertainerin machen. Das Album Merry Christmas wurde am 1. November 1994 veröffentlicht und am selben Tag folgte mit All I Want for Christmas Is You auch die erste Single daraus. Das Album wurde das bisher meistverkaufte Weihnachtsalbum mit über 15 Millionen verkauften Einheiten. Zudem wurde All I Want for Christmas Is You von der Kritik hochgelobt und als „neues modernes Weihnachtslied neben den Klassikern“ bezeichnet. Die Zeitschrift Rolling Stone beschrieb das Lied als „Weihnachts-Standard“ und listete es auf Platz 4 der „Greatest Rock and Roll Christmas Songs“. Kommerziell wurde es das bisher erfolgreichste Weihnachtslied und die erfolgreichste Single eines westlichen Künstlers in Asien, mit allein 2,1 Millionen verkauften Einheiten in den USA. Gleich nach Weihnachten begannen Carey und Afanasieff damit, Titel für ihr nächstes Album zu schreiben.

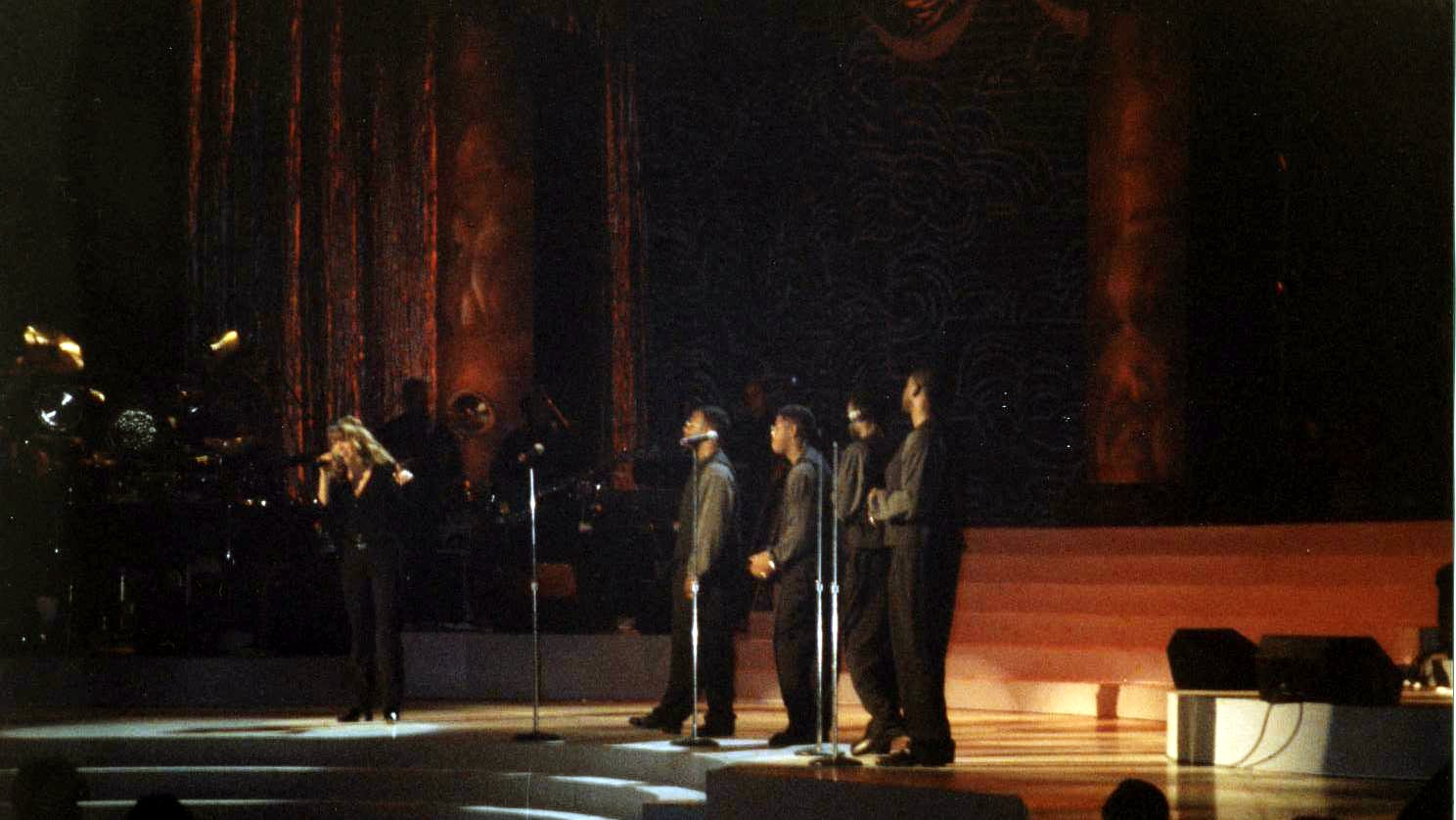
Carey singt 1995 One Sweet Day zusammen mit Boyz II Men im Madison Square Garden

Am 3. Oktober 1995 erschien ihre vierte Langspielplatte Daydream. Das Album kombiniert die Popmusik von Music Box mit Contemporary R&B und Hip-Hop-Einflüssen. Es wurde von Carey persönlich mitgestaltet. Das Plattenlabel ließ ihr mehr Freiheiten, bekam dann aber doch Zweifel, als Carey bei einem Remix von Fantasy mit dem Rapper Ol’ Dirty Bastard zusammenarbeitete. Zudem führte der neue musikalische Kurs zu Spannungen mit Careys damaligem Ehemann Tommy Mottola, der zugleich Label-Boss der Columbia-Mutterfirma Sony Music war und Careys Karriere bis dahin detailliert mitgeplant hatte. Je mehr Carey ihre musikalische Zukunft selbst in die Hände nahm, desto mehr schien ihre Ehe zu zerbrechen. Carey nahm für das Album auch das Journey-Lied Open Arms von 1982 in einer Coverversion auf. Es wurde als dritte Single veröffentlicht.
Im September 1995 erschien die erste Single Fantasy in einer Albumversion, in der nur sie singt, sowie in einer Remix-Version, in der Carey von dem Wu-Tang-Clan-Rapper Ol’ Dirty Bastard begleitet wurde. Letztere stieg in den US-Charts direkt auf Platz 1 ein. Das Konzept, Pop-Sänger und Rapper in einem Feature („feat.“) zu vereinen, wurde auf Anhieb populär und gehört heute zum Standard im Pop/RnB.
Mit Daydream gewann Carey zwei American Music Awards, Favorite Pop/Rock Female Artist und Favorite Soul/R&B Female Artist. Bei den World Music Awards bekam sie vier Auszeichnungen: World’s Best Selling Female R&B Artist, World’s Best Selling Overall Female Recording Artist, World’s Best Selling Pop Artist und World’s Best Selling Overall Recording Artist. Die erste Single, Fantasy, wurde Song of the Year bei den BMI Awards und Favorite Song bei den Blockbuster Entertainment Awards. Bei letzteren gewann Carey auch den Preis Top Pop Female. Dazu kamen bei den Billboard Music Awards Preise für die Hot 100 Singles Artist of the Year, Hot 100 Airplay (Always Be My Baby), Hot Adult Contemporary Artist of the Year und Special Award for 16 weeks at #1 for One Sweet Day, letzteres der Preis für One Sweet Day, das am längsten in den Billboard Hot 100 auf Platz 1 stand. Bei den Grammy Awards 1996 erlebte Carey jedoch eine Enttäuschung. Obwohl das Album für sechs Preise nominiert war und sie One Sweet Day mit Boyz II Men live aufgeführt hatte, gewann sie nicht eine der Trophäen. Die Kameras zeigten ihr Gesicht, dem die Enttäuschung anzusehen war, in Großaufnahme. Bis zum Album The Emancipation of Mimi, für das sie drei Grammys gewann, trat sie dort nicht mehr auf.
Die zweite Single One Sweet Day ist von Coles Tod inspiriert. Insgesamt wurde Daydream ihr meistverkauftes Album in den Vereinigten Staaten und wurde nach Music Box Carys zweites Album, das mit einer Diamond-Schallplatte ausgezeichnet wurde. Weltweit verkaufte sich das Album über 25 Millionen Mal. Von Kritikern wurde es als ihr bestes Werk bezeichnet; die New York Times betitelte es als das beste Album des Jahres 1995: „Careys Songwriting hat einen Sprung nach vorne gemacht und sich entspannt, wurde sexier und weniger abhängig von dumpfen Klischees.“ Wie zuletzt startete Carey wieder nur eine kurze Tournee, die Daydream World Tour. Es gab insgesamt sieben Konzerte, drei in Japan und vier in Europa.

### 1997–2000: Scheidung, Soundtracks, Greatest Hits und neue Platten

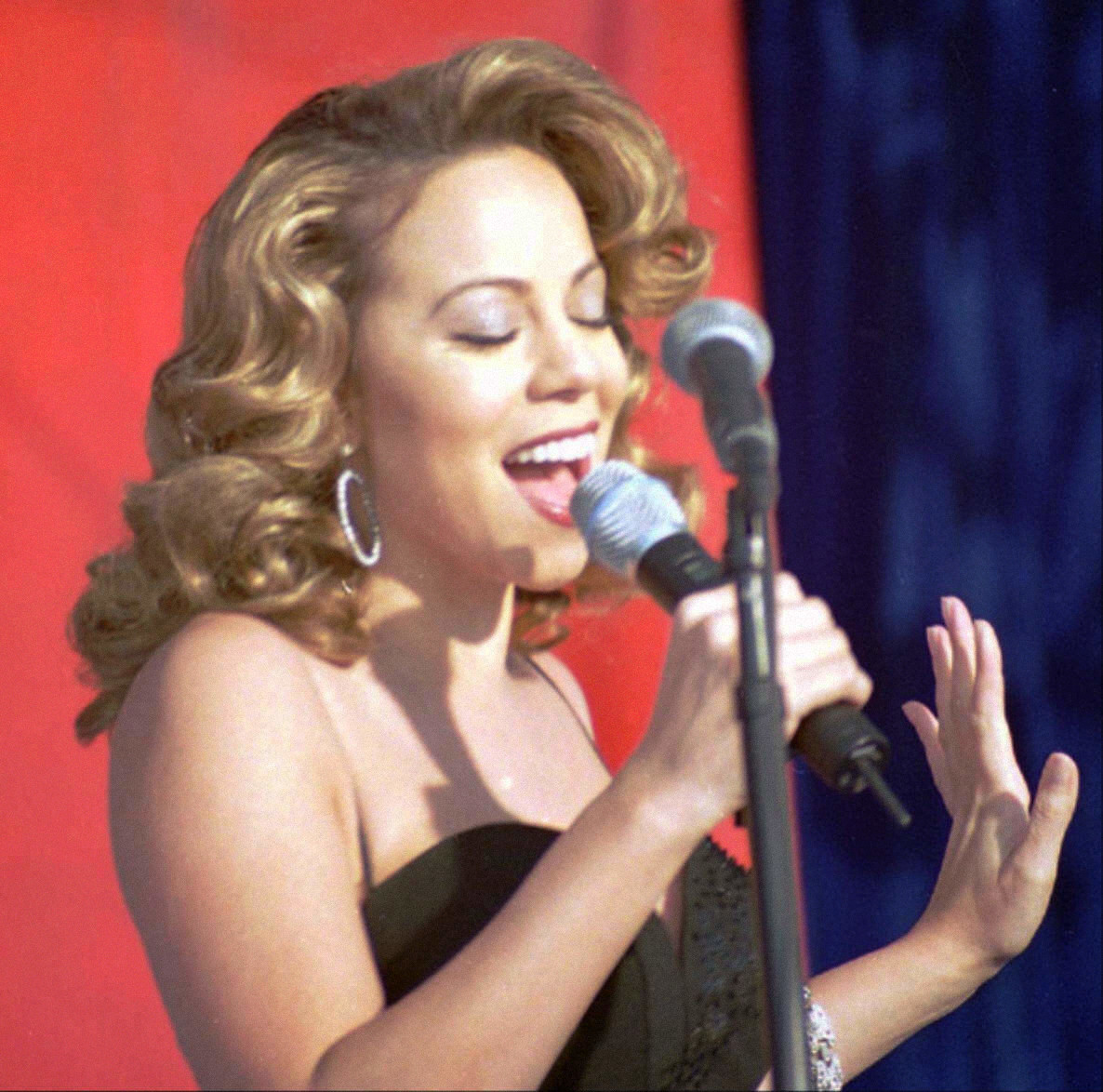
Mariah Carey an der Edwards Air Force Base im Dezember 1998

1997 ließen sich Carey und Mottola scheiden. Carey trennte sich auch von ihrem Manager. Unter ihrem neuen Manager erschien im September das Album Butterfly, auf dem Carey einen Song von Prince coverte. Die erste Single-Auskopplung Honey stieg erneut auf Platz 1 in die Charts ein. Als nach einer längeren Pause in den USA My All erschien und ebenfalls direkt Platz 1 erzielte, konnte Carey zum zweiten Mal in ihrer Karriere den fünften Nummer-eins-Hits in Folge verbuchen.
Um auch im folgenden Jahr ein Album zu veröffentlichen, erschien im November 1998 unter dem Titel Number Ones eine Sammlung ihrer bis dahin größten Hits zusammen mit einigen Bonus-Tracks.
Im selben Jahr veröffentlichte Carey den Song When You Believe, ein Duett mit Whitney Houston. Das Lied wurde ursprünglich für den Soundtrack zu Der Prinz von Ägypten von 1998 aufgenommen. Das Duett war nicht nur ein neuerlicher Charterfolg, es gewann auch einen Oscar.
Im November 1999 kam neues Material unter dem Titel Rainbow heraus. Auf dem Album befinden sich die Singles Heartbreaker und Thank God I Found You, die ebenfalls die Chartspitze erreichten. Erstmals in Careys musikalischer Laufbahn wurde das Album jedoch nicht mehr dem Genre Pop/Soul zugeordnet, sondern Rhythm and Blues.
Ende 1999 folgte zusammen mit der irischen Boygroup Westlife eine weitere Coverversion, diesmal von Phil Collins’ Against All Odds (Take a Look at Me Now), die Platz 1 der UK-Charts erreichte. Nach Without You (1994) war dies ihr zweiter Nummer-eins-Hit im Vereinigten Königreich und zugleich ihr bislang letzter Spitzenreiter in den UK-Charts.
Mit der Veröffentlichung des Albums Rainbow erfüllte Carey noch ihren Vertrag mit Sony Music; sie verließ das Label und unterzeichnete im Jahr 2000 einen Plattenvertrag mit Virgin Records.
Carey veröffentlichte von 1990 bis 1999 neun Alben, von denen sich insgesamt 122 Millionen Exemplare verkauften.

### 2001–2004: Bescheidene Erfolge mitGlitterundCharmbracelet
In dem Film Glitter – Glanz eines Stars aus dem Jahr 2001 verkörperte Carey eine Sängerin der 1980er Jahre. Der Film floppte und war als schlechtester Film des Jahres für die Goldene Himbeere nominiert. Während der Film selbst dieser Auszeichnung entging, gewann Carey die Goldene Himbeere als schlechteste Schauspielerin des Jahres.

„Zu behaupten, Mariahs Schauspieldebüt sei nicht so gut gelaufen, wäre, als würde man sagen, die Titanic sei etwas undicht geworden.“

Glitter, das erste Album, das Carey bei Virgin Records veröffentlichte, bildete den Soundtrack zum gleichnamigen Kinofilm. Die Verkaufszahlen des Albums blieben weit hinter den Erwartungen der Plattenfirma zurück. Die erste Singleauskopplung Loverboy hingegen wurde in den USA zur meistverkauften Single des Jahres. Im Juli 2001 erlitt Carey einen Nervenzusammenbruch und musste in einer Klinik behandelt werden.
Aufgrund des Misserfolgs von Glitter trennte sich Virgin Records wieder von Carey, die kurze Zeit später von Universal Records unter Vertrag genommen wurde und mit dem im Dezember 2002 herausgebrachten Album „Charmbracelet“ wieder Erfolge verzeichnen konnte. Im selben Jahr sang sie die amerikanische Nationalhymne beim Super Bowl XXXVI im Louisiana Superdome in New Orleans, Louisiana. Es folgte eine Nebenrolle in dem Film Wisegirls.
Im Mai 2003 meldete sich Carey mit I Know What You Want in den Charts zurück (Platz 3 der US-Charts). Im gleichen Jahr nahm sie ihr erstes Remixalbum mit dem Titel The Remixes auf, das Remixversionen von älteren Liedern enthält. Im Sommer des Jahres wurde Carey bei den World Music Awards in Monaco mit dem Diamond Award für über 150 Millionen verkaufte Alben ausgezeichnet. In dem Jahr absolvierte sie zudem eine große Welttournee.
Im Oktober 2004 wurde der Song U Make Me Wanna, ein Duett mit Rapper Jadakiss, veröffentlicht.

### 2005–2008: Gelungenes Comeback mitThe Emancipation Of MimiundE=MC²

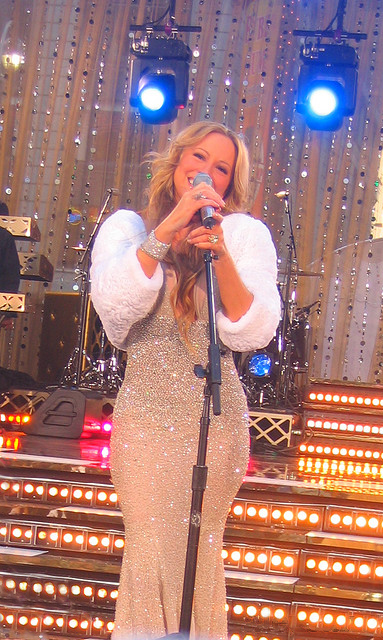
Mariah Carey bei Good Morning America, 2005

Als wieder über zwei Jahre nach dem letzten Album verstrichen waren, erschien mit The Emancipation of Mimi das mittlerweile achte Studioalbum von Carey. Mit dieser Platte konnte sie wieder Erfolge verzeichnen und hat sich inklusive der Singles in den USA über zwölf Millionen Mal verkauft. Bei der 48. Grammy-Verleihung erhielt sie drei von acht Auszeichnungen und war die erfolgreichste Künstlerin des Abends.
Die Single We Belong Together aus dem Album The Emancipation Of Mimi stand 2005 14 Wochen auf Platz 1 der Charts. Don’t Forget About Us war ihr 17. Nummer-eins-Hit in den Billboard-Charts. Shake It Off erreichte für mehrere Wochen Platz 2 der US-Charts. Da ihre Single We Belong Together nach wie vor auf Platz 1 stand, wurde sie die erste weibliche Künstlerin der Billboard-Charts, die dort in derselben Woche die Plätze 1 und 2 innehatte.
Im April 2006 veröffentlichte sie in den USA die beiden Titel Say Somethin’ mit Snoop Dogg und Fly Like A Bird.
Im März 2007 war sie auf dem Titelbild des Playboy zu sehen. Im Juni 2007 veröffentlichte sie zusammen mit Bone Thugs-N-Harmony die Single Lil L.O.V.E.
Am 30. November 2007 erschien eine Konzert-DVD von Mariah Carey, die auf ihrer Tour The Adventures of Mimi in Anaheim (Kalifornien) gefilmt wurde. Am 24. Oktober 2007 stellte sie ihr Parfum M im New Yorker Kaufhaus Macy’s vor.
Im April 2008 wurde ihr elftes Studioalbum E=MC² veröffentlicht. Mit der ersten Singleauskopplung Touch My Body, die ihre 18. Nummer eins wurde, kletterte Carey im Ranking der meisten Nummer-eins-Hits in den USA auf Platz 2. Sie überholte damit Elvis Presley, der es bis zu diesem Zeitpunkt auf 17 Nummer-eins-Hits gebracht hatte. Die zweite Single aus dem Album, die Ballade Bye Bye erreichte in den USA Platz 19. Mit der dritten Single I’ll Be Loving You Long Time gelang Carey ebenfalls keine hohe Chartplatzierung. Die vierte Singleauskopplung war I Stay In Love. Das dazugehörige Video wurde in Las Vegas mit Careys Ehemann Nick Cannon aufgezeichnet, den sie am 30. April 2008 auf den Bahamas heiratete.

### Seit 2009: Weitere Platten und Kinder

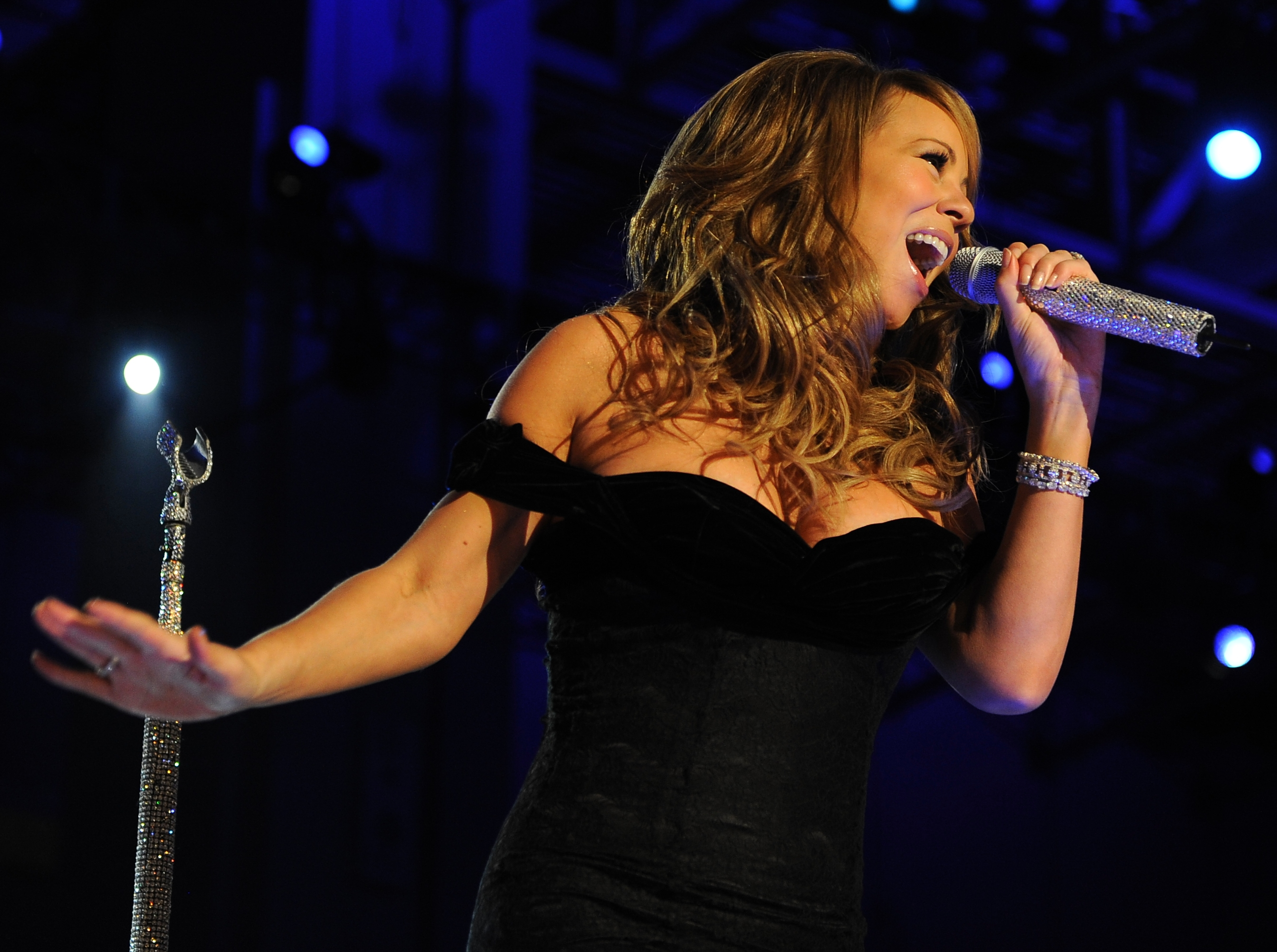
Mariah Carey im Januar 2009

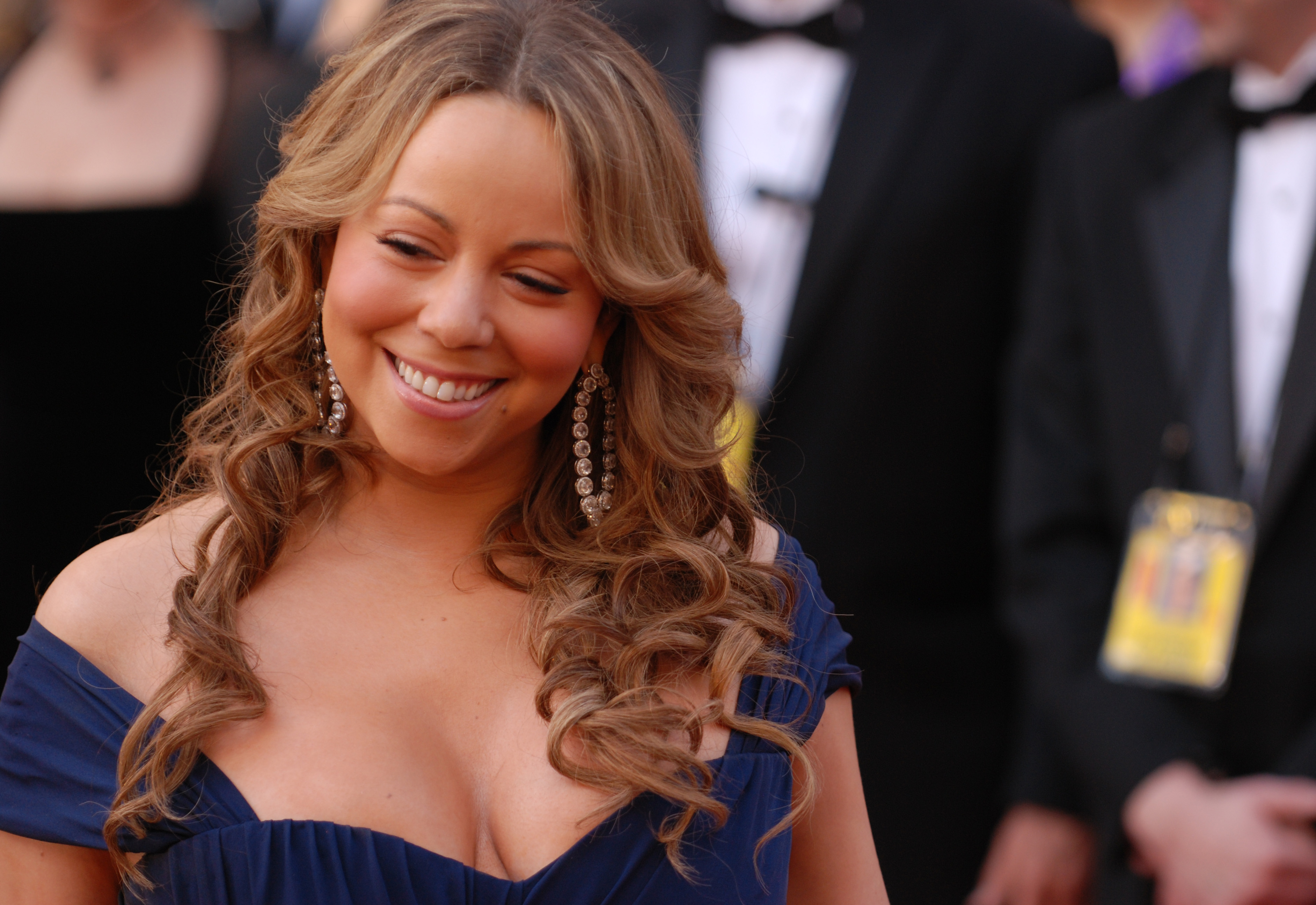
Carey bei der 82. Oscarverleihung am 7. März 2010

Im Januar 2009 wurde in den USA die Single My Love veröffentlicht, eine Koproduktion von The-Dream mit Mariah Carey. Der Song stammt aus dem Album Love vs. Money von The-Dream. Careys Gatte Nick Cannon hatte für das neue Video zum Song My Love die Regie übernommen. Gedreht wurde in Los Angeles. Laut dem Billboard Magazin verkaufte sich E=MC² 2008 1.221.000-mal in den USA. Auch in den ersten vier Monaten des Jahres 2009 verkaufte es sich noch recht ordentlich, bis zum 23. April 2009 in den USA 1.250.588-mal. Laut der „International Phono Academy“ ging E=MC² 2008 2,1 Millionen Mal über den Ladentisch und gehörte zu den 25 erfolgreichsten CDs des Jahres.
Vorab veröffentlichte Careys erstes Plattenlabel Sony im Oktober 2008 eine weitere Compilation-CD, The Ballads. Das Album kletterte ohne große Bewerbung auf Platz 10 der US-Album-Charts. Damit war es die bis dahin am schwächsten verkaufte CD in Mariah Careys Karriere. Erstmals erreichte eines ihrer Alben außerhalb der USA bessere Verkaufszahlen als in den Staaten; in England erhielt The Ballads eine Gold-Auszeichnung für 100.000 verkaufte CDs. Mittlerweile hat sich die CD knapp 150.000-mal auf der britischen Insel und weltweit (bis April 2009) etwa 500.000-mal verkauft. Am 7. Juli 2009 sang Carey zusammen mit Trey Lorenz bei der weltweit im Fernsehen ausgestrahlten offiziellen Trauerzeremonie für Michael Jackson im Staples Center in Los Angeles den Jackson-5-Song I’ll Be There.
Am 2. Oktober 2009 erschien ihr neues Werk Memoirs Of An Imperfect Angel. Das Album, das mit The-Dream und Tricky Stewart produziert wurde, enthält viele Liebeslieder und eine Coverversion des 1984er Foreigner-Hits I Want to Know What Love Is. Mariah Carey widmete das Album dem „King of Pop“, Michael Jackson. Ende 2009 hatte sie eine Rolle in dem Kinofilm Precious – Das Leben ist kostbar.
Am 14. Dezember 2009 verkündete Billboard, dass ihre Single We Belong Together (2005) der Song des Jahrzehnts sei. Mit einem Livekonzert am 31. Dezember 2009 im New Yorker Madison Square Garden startete sie ihre Angels-Advocate-Tour.
Am 30. März 2010 sollte ihr nächstes Studioalbum Angels Advocate veröffentlicht werden, eine Sammlung von Duetten und Liedern des Vorgängeralbums Memoirs of an Imperfect Angel. 100 % sollte eine der ersten Singleauskopplungen sein. Der Titel war eigentlich für den Film Precious als Soundtrack aufgenommen, jedoch durch ein Lied der Sängerin Mary J. Blige ersetzt worden. Stattdessen wurde es für die Olympischen Winterspiele 2010 verwendet, um die amerikanischen Sportler zu motivieren. Die Einnahmen durch Verkäufe und Downloads gingen an das Team USA. Im April 2010 wurden die Arbeiten an dem Album aber unerwartet beendet.
Nach dem Abbruch der Aufnahmen zu Angels Advocate erklärte Carey, dass sie wieder ins Studio gehen und neues Material für ihr 13. Studioalbum aufnehmen werde. Es sollte ihr zweites Weihnachtsalbum werden, die Arbeiten sollten jedoch erst Ende 2010 beginnen. Zu dieser Zeit arbeitete sie an einem Album, das für das Frühjahr 2011 angekündigt war und Duette mit Jermaine Dupri, Bryan-Michael Cox und Teddy Riley enthalten sollte. Laut Dupri sollte die erste Single Ende 2010 veröffentlicht werden und kurz danach das Album. Auch Johnta Austin und Randy Jackson sollten darauf zusammen mit Carey singen.
Nach der erneuten Hochzeit mit Cannon erklärte sie der Chicago Sun-Times, dass sie nun auch eine Familie haben wollte. Im Oktober 2010 gab sie schließlich bekannt, dass sie nach einer zwei Jahre zurückliegenden Fehlgeburt erneut schwanger sei. „Wir bekommen Zwillinge“, verriet Nick Cannon in seiner Radio-Show. Am 30. April 2011 wurden die Zwillinge Monroe (Mädchen) und Moroccan (Junge) geboren.
Ende 2011 war sie auf dem Weihnachtsalbum Mistletoe von Justin Bieber zu hören; dafür hatte sie mit ihm eine Duett-Coverversion ihres eigenen Weihnachts-Hits All I Want For Christmas is You aufgenommen. Am 23. Juli 2012 wurde bestätigt, dass Mariah Carey in der zwölften Staffel von American Idol als Jurorin teilnimmt.
Am 27. Mai 2014 erschien ihr 14. Album Me. I Am Mariah… The Elusive Chanteuse. Da dessen Verkaufszahlen weit hinter den Erwartungen zurückblieben, trennte sie sich von ihrem langjährigen Manager und Produzenten Jermaine Dupri. Im August 2015 wurde Mariah Carey mit einem Stern auf dem Hollywood Walk of Fame geehrt.
Im April 2018 machte sie öffentlich, dass sie seit Jahren unter einer bipolaren Störung leidet.

## Schauspielkarriere

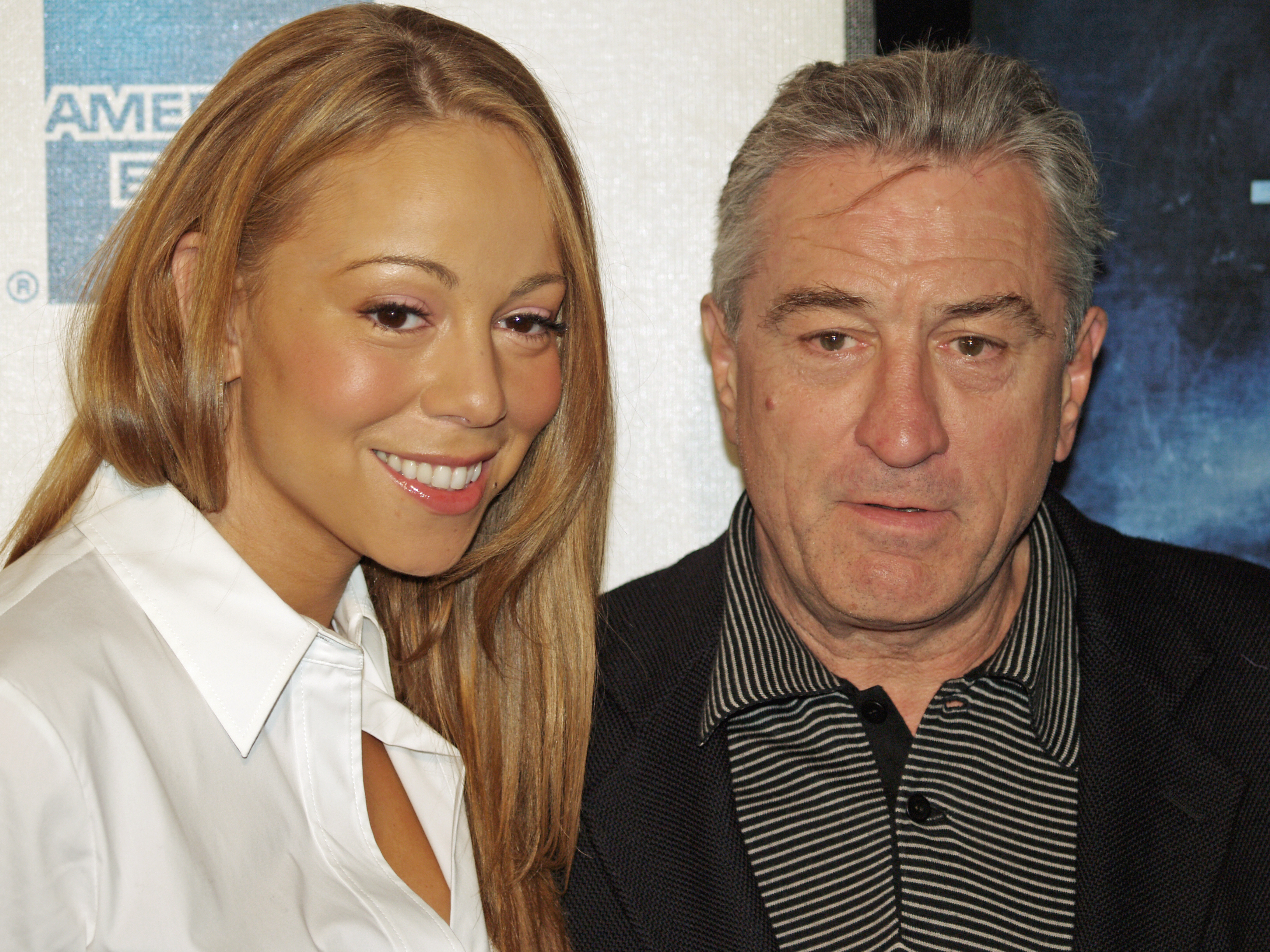
Carey und Robert De Niro bei der Premiere von Tennessee auf dem Tribeca Film Festival am 26. April 2008

Carey nahm 1997 das erste Mal Schauspielunterricht und bekam im folgenden Jahr erste kleine Rollen. Sie hatte ihr Schauspieldebüt 1999 als Opernsängerin in der Romanze Der Junggeselle, in der sie eine Nebenrolle an der Seite von Chris O’Donnell und Renée Zellweger spielte. Für ihre Rolle bekam Carey von den Medien viel Lob.
In dem Film Glitter – Glanz eines Stars, der 2001 erschien, verkörperte Carey eine Sängerin der 1980er Jahre. Der Film floppte und war für die Goldene Himbeere als schlechtester Film des Jahres nominiert. Während der Film dieser Auszeichnung entging, gewann Carey mit ihrer Darstellung die Goldene Himbeere als schlechteste Schauspielerin des Jahres.
Carey, Mira Sorvino und Melora Walters spielten im Jahr 2002 in dem Film Wisegirls drei Kellnerinnen in einem Restaurant. Premiere hatte der Film beim Sundance Film Festival, genau wie der Vorgänger wurde er von den Kritikern schlecht bewertet. Wisegirls-Produzent Anthony Esposito nahm mit Carey 2006 den Film The Sweet Science über eine unbekannte Boxerin auf, er wurde nie veröffentlicht.
Carey war eine von mehreren Musikern, die Auftritte in den Filmen Death of a Dynasty (2003) und State Property 2 (2005) hatten. Ihre Arbeit für das Fernsehen begann im Juni 2002 in einer Episode von Ally McBeal. Carey hatte einen Cameo-Auftritt in Adam Sandlers Film Leg dich nicht mit Zohan an (2008).
Im Jahr 2006 begann Carey mit den Arbeiten zu dem Film Tennessee, der 2008 auf dem Tribeca Film Festival erstmals gezeigt wurde. Darin spielte sie eine Frau, die mit dem Singen ihren Lebensunterhalt bestreiten will. Der Film wurde von der Kritik unterschiedlich aufgenommen, aber Carey bekam Lob für ihre Rolle. 2009 spielte sie eine Sozialarbeiterin in dem Film Precious – Das Leben ist kostbar. Der Film bekam gute Kritiken und Careys Rolle darin gilt unter Kritikern als ihre bislang beste. Für Precious gewann Carey Preise beim Sundance Film Festival und beim Toronto Film Festival.
Sie war auch für eine Rolle in der Verfilmung des Theaterstücks For Colored Girls Who Have Considered Suicide When the Rainbow is Enuf des Regisseurs Tyler Perry vorgesehen. Doch sie verließ das Projekt im Mai 2010 aus gesundheitlichen Gründen. Ihre Rolle wurde von Thandie Newton übernommen. 2015 gab sie mit Eine Weihnachtsmelodie ihr Spielfilm-Regiedebüt und übernahm auch hier eine Rolle.

## Stil

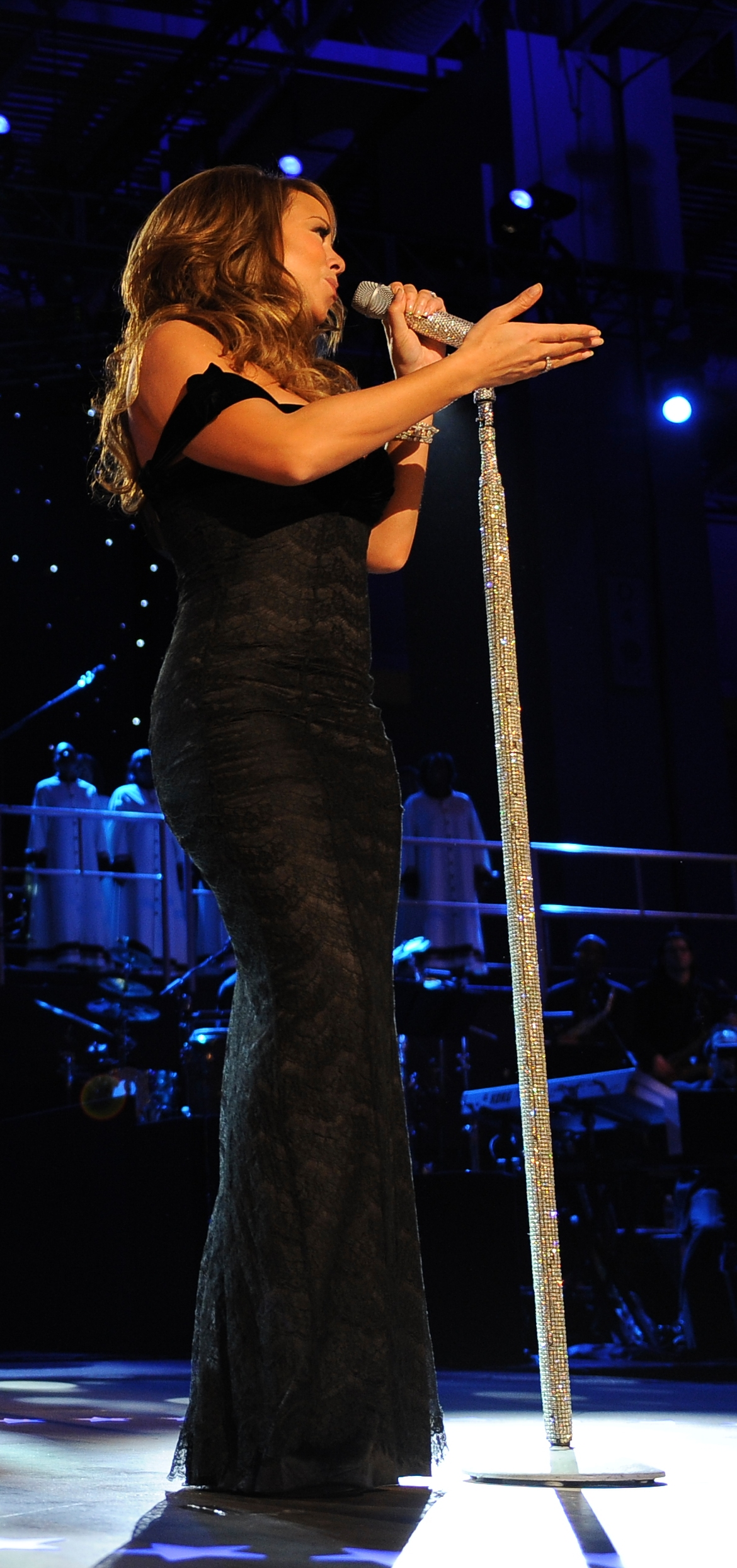
Carey bei einer Liveperformance des Songs „Hero“

Carey sagte, dass sie seit ihrer Kindheit von Jazz-, R&B- und Soul-Musikern wie Billie Holiday, Sarah Vaughan, Gladys Knight und Aretha Franklin inspiriert gewesen sei. Ihre Musik ist stark von Gospelmusik beeinflusst; ihre Vorbilder in diesem Bereich sind unter anderem The Clark Sisters, Shirley Caesar und Edwin Hawkins. Als Carey ihre Musik mit Hip-Hop-Elementen verband, erfand sie das Konzept, Pop-Sängerin und Rapper in einem Feature („feat.“) zu vereinen; dies wurde auf Anhieb populär und gehört heute zum Standard im Pop-Business. Diesbezüglich erzählte Carey Newsweek, „Leute verstehen nicht, dass ich mit der Hip-Hop-Musik aufgewachsen bin“. Carey arbeitete schon mit Rappern wie The Sugarhill Gang, Eric B. & Rakim, Wu-Tang Clan, The Notorious B.I.G. und Mobb Deep zusammen, mit den zuletzt genannten hatte sie 1998 ein Duett auf der Single The Roof (Back in Time).
Careys musikalischer und Gesangsstil und der daraus resultierende Erfolg wurden im Laufe ihrer Karriere ständig mit Whitney Houston und Céline Dion verglichen.

### Gesang
Mariah Carey ist bekannt für ihren Stimmumfang von fünf Oktaven, der alle Oktaven zwischen Alt und Sopran umfasst, und ihre Fähigkeit, im Pfeifregister zu singen, die sie mit vielen Liedern demonstriert hat. Ebenso bekannt ist sie für das Belting, das auch Sängerinnen und Sänger wie Freddie Mercury, Whitney Houston, Chris Cornell, Christina Aguilera und Patti LaBelle verwenden.
Der Rolling Stone setzte Carey 2008 in seiner Liste der 100 größten Sänger aller Zeiten auf Rang 79.

### Inhalte und musikalischer Stil
Liebe ist das Hauptthema vieler Lieder von Mariah Carey, aber auch Themen wie Rassismus, Entfremdung, Tod und Spiritualität.
Careys Arrangements sind inspiriert von Musikern wie Stevie Wonder, den Carey als „Genie des 20. Jahrhunderts“ bezeichnet, aber sie erzählte, „Meine Stimme ist mein Instrument; und wird es auch immer bleiben.“
Carey nahm von vielen ihrer Lieder auch Remix-Versionen auf und besang diese Versionen neu. Der Disc Jockey David Morales nahm mit Carey einige Remix-Versionen auf (die erste 1993 von Careys Single Dreamlover), die Remixe von Popmusik in House-Musik populär machten, das Slant Magazin nannte die Remix-Version von Dreamlover einen der besten House-/Dance-Songs aller Zeiten. Von ihrem Lied Fantasy von 1995 nahm Carey eine Hip-Hop- und eine House-Version auf.

## Einfluss auf andere Künstler
Careys Gesang hatte großen Einfluss auf die Popmusik und die Musikindustrie. Musikkritiker G. Brown von der The Denver Post sagte, dass „Mariah Careys Fünf-Oktaven-Umfang und Melisma eine ganze Generation von Popsänger/innen beeinflusst.“ Laut dem Rolling Stone ist ihre Perfektion von Melisma und Balladen wie Vision of Love eine Inspiration für jede Sängerin und Castingshow (American Idol). Beyoncé erzählte, dass sie mit dem Singen begonnen habe, nachdem sie Careys Vision of Love gehört hatte. Weiße Popinterpreten wie Britney Spears, *NSYNC und Christina Aguilera verbinden dank Carey R&B und Pop in ihren Liedern. Laut Pier Dominguez, dem Autor von Christina Aguilera: a star is made: the unauthorized biography, sagte Aguilera, dass sie die Musik von Whitney Houston liebe, aber dass Mariah Carey einen größeren Einfluss auf sie und ihren Gesangsstil habe. Philip Brasor, Redakteur von The Japan Times, findet, dass sich viele asiatische Sängerinnen von Careys Musik inspirieren lassen. Die japanische Sängerin Hikaru Utada singt japanische Popmusik in einem Mariah-Carey-ähnlichen Gesangsstil.

## Soziales Engagement
Carey engagierte sich im Laufe ihrer Karriere für verschiedene Organisationen wie den Fresh Air Fund gegen Hungersnot. Sie wurde Mitte der 1990er Mitglied der Organisation und gründete ein Camp in Fishkill, New York, das die weltweite Hungersnot lindern helfen soll. Sie nannte das Camp Camp Mariah. Für ihr soziales Engagement bekam sie den Congressional Horizon Award. Außerdem arbeitet sie mit der Make-A-Wish-Foundation zusammen mit dem Ziel, den Kindern eine gute Zukunft zu ermöglichen. Dafür bekam Carey im November 2006 den Foundation’s Wish Idol für ihr soziales Engagement und die Zusammenarbeit. Carey arbeitet zudem freiwillig für die New Yorker Polizei. Ein Großteil der Einnahmen aus dem Verkauf von MTV Unplugged wurde an verschiedene Schutz-Organisationen gespendet. 2008 wurde Carey mit dem World Hunger Relief Movement Award ausgezeichnet. Sie gewährt Interessenten, die für ihre Organisationen spenden, einen kostenlosen Download ihres Liedes Love Story.
2005 sang Carey beim Live-8-Konzert in London und beim Hurricane Katrina-Telethon Shelter from the Storm, um Geld für die Opfer der Katastrophe zu sammeln. Im August 2008 nahmen Carey und andere Sängerinnen die Benefiz-Single Just Stand Up! auf, die von Babyface und L. A. Reid für das Projekt Stand Up to Cancer produziert wurde, um über Internet und Fernsehen Spendengelder für die Forschung in der translationalen Medizin zur Krebsbekämpfung zu sammeln. Am 5. September 2008 trugen die Sängerinnen das Lied live im Fernsehen vor. 2010 war Carey Mitglied der Benefizformation Helping Haiti, die den Song Everybody Hurts (im Original von R.E.M. aus dem Jahr 1992) neu aufnahmen, um Geld für die Opfer des Erdbebens in Haiti zu sammeln.

## Diskografie
Studioalben

| Jahr | Titel Musiklabel                                                | Höchstplatzierung, Gesamtwochen, AuszeichnungChartplatzierungen (Jahr, Titel, Musiklabel, Platzierungen, Wochen, Auszeichnungen, Anmerkungen) | Höchstplatzierung, Gesamtwochen, AuszeichnungChartplatzierungen (Jahr, Titel, Musiklabel, Platzierungen, Wochen, Auszeichnungen, Anmerkungen) | Höchstplatzierung, Gesamtwochen, AuszeichnungChartplatzierungen (Jahr, Titel, Musiklabel, Platzierungen, Wochen, Auszeichnungen, Anmerkungen) | Höchstplatzierung, Gesamtwochen, AuszeichnungChartplatzierungen (Jahr, Titel, Musiklabel, Platzierungen, Wochen, Auszeichnungen, Anmerkungen) | Höchstplatzierung, Gesamtwochen, AuszeichnungChartplatzierungen (Jahr, Titel, Musiklabel, Platzierungen, Wochen, Auszeichnungen, Anmerkungen) | Höchstplatzierung, Gesamtwochen, AuszeichnungChartplatzierungen (Jahr, Titel, Musiklabel, Platzierungen, Wochen, Auszeichnungen, Anmerkungen) | Anmerkungen                                                     |
| Jahr | Titel Musiklabel                                                | DE | AT | CH | UK | US | R&B | Anmerkungen                                                     |
| ---- | --------------------------------------------------------------- | --- | --- | --- | --- | --- | --- | --------------------------------------------------------------- |
| 1990 | Mariah Carey CBS Records (Sony)                                 | DE24 (19 Wo.)DE | — | CH15 Gold · (15 Wo.)CH | UK6 Platin · (43 Wo.)UK | US1 ×9Neunfachplatin · (113 Wo.)US | R&B3 (68 Wo.)R&B | Erstveröffentlichung: 17. Juni 1990 Verkäufe: + 15.000.000      |
| 1991 | Emotions Columbia Records (Sony)                                | DE46 (10 Wo.)DE | AT39 (1 Wo.)AT | CH15 Gold · (9 Wo.)CH | UK4 Platin · (40 Wo.)UK | US4 ×4Vierfachplatin · (54 Wo.)US | R&B6 (44 Wo.)R&B | Erstveröffentlichung: 13. September 1991 Verkäufe: + 8.000.000  |
| 1993 | Music Box Columbia Records (Sony)                               | DE1 ×2Doppelplatin · (80 Wo.)DE | AT1 ×2Doppelplatin · (40 Wo.)AT | CH1 ×4Vierfachplatin · (72 Wo.)CH | UK1 ×5Fünffachplatin · (78 Wo.)UK | US1 Diamant · (128 Wo.)US | R&B1 (86 Wo.)R&B | Erstveröffentlichung: 31. August 1993 Verkäufe: + 32.000.000    |
| 1995 | Daydream Columbia Records (Sony)                                | DE1 Platin · (43 Wo.)DE | AT5 Gold · (21 Wo.)AT | CH1 Gold · (27 Wo.)CH | UK1 ×2Doppelplatin · (49 Wo.)UK | US1 Diamant + Platin · (81 Wo.)US | R&B1 (74 Wo.)R&B | Erstveröffentlichung: 28. September 1995 Verkäufe: + 25.000.000 |
| 1997 | Butterfly Columbia Records (Sony)                               | DE7 (26 Wo.)DE | AT5 (16 Wo.)AT | CH3 Gold · (17 Wo.)CH | UK2 Platin · (31 Wo.)UK | US1 ×5Fünffachplatin · (55 Wo.)US | R&B3 (54 Wo.)R&B | Erstveröffentlichung: 9. September 1997 Verkäufe: + 10.000.000  |
| 1999 | Rainbow Columbia Records (Sony)                                 | DE3 Platin · (19 Wo.)DE | AT4 (9 Wo.)AT | CH2 Gold · (25 Wo.)CH | UK8 Gold · (20 Wo.)UK | US2 ×3Dreifachplatin · (35 Wo.)US | R&B2 (31 Wo.)R&B | Erstveröffentlichung: 15. Oktober 1999 Verkäufe: + 7.000.000    |
| 2002 | Charmbracelet Island Records (UMG)                              | DE32 (5 Wo.)DE | AT34 (7 Wo.)AT | CH9 Gold · (10 Wo.)CH | UK52 Gold · (5 Wo.)UK | US3 Platin · (22 Wo.)US | R&B2 (25 Wo.)R&B | Erstveröffentlichung: 2. Dezember 2002 Verkäufe: + 5.000.000    |
| 2005 | The Emancipation of Mimi Island Records (UME)                   | DE14 Gold · (32 Wo.)DE | AT19 (12 Wo.)AT | CH9 (27 Wo.)CH | UK7 ×2Doppelplatin · (50 Wo.)UK | US1 ×7Siebenfachplatin · (74 Wo.)US | R&B1 (80 Wo.)R&B | Erstveröffentlichung: 4. April 2005 Verkäufe: + 12.000.000      |
| 2008 | E=MC² Island Records (UME)                                      | DE7 (7 Wo.)DE | AT8 (5 Wo.)AT | CH5 (10 Wo.)CH | UK3 Gold · (13 Wo.)UK | US1 Platin · (27 Wo.)US | R&B1 (47 Wo.)R&B | Erstveröffentlichung: 8. April 2008 Verkäufe: + 2.500.000       |
| 2009 | Memoirs of an Imperfect Angel Island Records (UME)              | DE27 (2 Wo.)DE | AT39 (1 Wo.)AT | CH18 (6 Wo.)CH | UK23 Silber · (5 Wo.)UK | US3 Platin · (27 Wo.)US | R&B1 (59 Wo.)R&B | Erstveröffentlichung: 28. September 2009 Verkäufe: + 2.000.000  |
| 2014 | Me. I Am Mariah… The Elusive Chanteuse Def Jam Recordings (UME) | DE27 (1 Wo.)DE | AT38 (1 Wo.)AT | CH16 (2 Wo.)CH | UK14 (2 Wo.)UK | US3 (8 Wo.)US | R&B1 (15 Wo.)R&B | Erstveröffentlichung: 23. Mai 2014 Verkäufe: + 136.500          |
| 2018 | Caution Epic Records (Sony)                                     | DE67 (1 Wo.)DE | AT54 (1 Wo.)AT | CH35 (1 Wo.)CH | UK40 (1 Wo.)UK | US5 (3 Wo.)US | R&B1 (2 Wo.)R&B | Erstveröffentlichung: 16. November 2018 Verkäufe: + 51.000      |

## Filmografie (Auswahl)
- 1999: Der Junggeselle (The Bachelor)
- 2001: Glitter – Glanz eines Stars (Glitter)
- 2002: Ally McBeal (Gastauftritt in der US-Serie)
- 2002: Wisegirls (oder: Drei Engel gegen die Mafia)
- 2003: Death of a Dynasty
- 2005: State Property 2
- 2008: Leg dich nicht mit Zohan an (You Don’t Mess with the Zohan)
- 2008: Tennessee
- 2009: Precious – Das Leben ist kostbar (Precious: Based on the Novel Push by Sapphire)
- 2013: Der Butler (The Butler)
- 2015: Eine Weihnachtsmelodie (A Christmas Melody)
- 2017: Mariah Carey’s: All I Want For Christmas Is You (Stimme)
- 2017: The LEGO Batman Movie (Stimme im Original)
- 2020: Mariah Careys magische Weihnachtsshow (Apple TV+)
- 2021: Mariah Carey: Die Weihnachtsmagie geht weiter (Apple TV+)[168]

## Tourneen
- 1993: Music Box Tour
- 1996: Daydream Tour
- 1998: Butterfly Tour
- 2000: Rainbow Tour

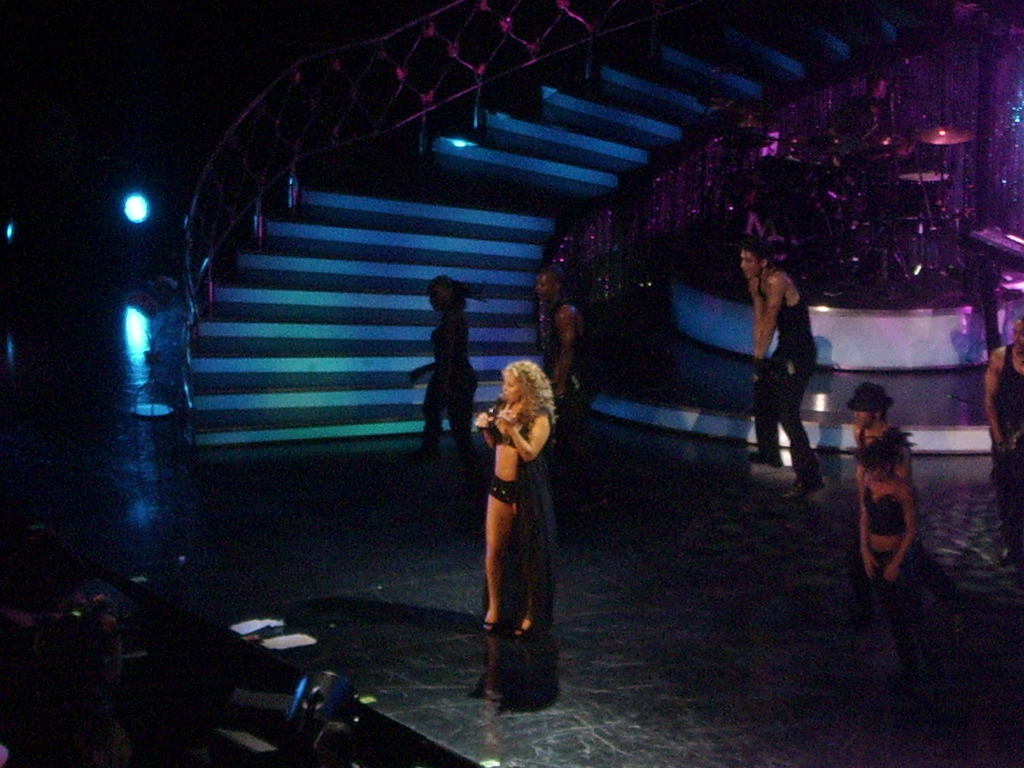
„The Adventures of Mimi Tour“ (2006)

- 2003–2004: Charmbracelet Worldtour
- 2004–2018: All I Want for Christmas Is You: A Night of Joy and Festivity
- 2006: The Adventures of Mimi Tour
- 2010: Angels Advocate-Tour (US)
- 2014: The Elusive Chanteuse Show (Asien, Ozeanien)
- 2016: The Sweet Sweet Fantasy Tour (Europa, Baltikum, Südafrika)
- 2019: Caution World Tour

## Residenzkonzerte
- 2015–2017: #1 To Infinity (The Colosseum / Caesars Palace, Las Vegas)
- 2018: The Butterfly Returns (The Colosseum / Caesars Palace, Las Vegas)

## Labels
- 1990–2001: Columbia Records
- 2001–2002: Virgin
- 2002–2015: Universal Records (Island Records)
- seit 2015: Epic Records